# Hoftheater
Hoftheater ist Theater, das an den aristokratischen Höfen stattfand oder vom Hof subventioniert wurde und seiner Verwaltung unterstand. Solche Hoftheater gab es bis 1918, dem Ende des Ersten Weltkriegs. Die Hoftheater gingen daraufhin an öffentlich-rechtliche Trägerschaften über und wurden in „Staatstheater“, „Landestheater“, „Stadttheater“ o. Ä. umbenannt.
Als Gegensatz zum Hoftheater verstand sich im 18. und 19. Jahrhundert das bürgerliche Volkstheater, welches privatwirtschaftlich und öffentlich zugänglich war. London und Paris gingen den übrigen europäischen Städten voran. Auch die Volksbühnen mussten in der Regel jedoch eine Lizenz vom Hof haben und wurden von der Zensur überwacht.

## Geschichte
Das Hoftheater ist aus den höfischen Festen der Renaissance hervorgegangen. Im 17. Jahrhundert bekam es durch die italienische Oper und die Tragödie der französischen Klassik eine politisch-repräsentative Funktion. Während die Aristokraten im Rahmen der Hoffeste noch selbst Theater spielten (wie Ludwig XIV. und später noch Marie-Antoinette), vor allem in Verkleidungen tanzten, geschah bis etwa 1700 eine zunehmende Professionalisierung und Trennung zwischen Bühne und Zuschauerraum. Außerhalb Frankreichs hielt sich diese Tradition noch lange: Herzog Carl Eugen spielte noch nach der Mitte des 18. Jahrhunderts im Schlosstheater Ludwigsburg in barocken Theateraufführungen mit.
Oft gab es die Bestimmung, dass die Tragödie, die ernste Oper (Opera seria, Tragédie lyrique) und das historische oder mythologische Ballett den Hoftheatern vorbehalten sein sollten. Die Ständeklausel schuf einen Abstand zwischen Hoftheater und bürgerlichem Theater, der erst mit der Auflösung der Hoftheater restlos überwunden wurde. Außerhalb des Hoftheaters durften also lange Zeit nur Komödien, Possen, komische Opern oder Pantomimen aufgeführt werden.
Seit dem Ende des 18. Jahrhunderts wurde versucht, die Grenzen zwischen Hoftheater und Volkstheater zu überbrücken oder zu verwischen. Der österreichische Kaiser Joseph II. nannte etwa das Wiener Burgtheater eine Zeit lang Nationaltheater. Der Begriff des „Nationalen“ sollte die Standesgrenzen auflösen (siehe etwa Hamburger Nationaltheater, Nationaltheater Mannheim). Dennoch gab es Mischformen wie das Königliche Hof- und Nationaltheater München.
Das erst nach der Französischen Revolution eröffnete Weimarer Hoftheater, an dem Goethe wirkte, diente später oft dazu, Einigkeit zwischen Adel und Bürgertum zu demonstrieren. Goethes Abgang als Reaktion auf die Hoftheater-Allüren des Großherzogs anlässlich der Aufführung von Der Hund des Aubry 1817 zeigte die Verletzlichkeit dieser Konzeption, und 1918 brach der Konflikt offen aus (was im Nachhinein den Misserfolg dieser Absicht zeigte). Manche Hoftheater gingen schon im 19. Jahrhundert an bürgerliche Trägerschaften über, wie in den 1830er-Jahren das Theater in Riga, das seither Stadttheater genannt wurde. Andere wurden stillgelegt wie das Hoftheater Schwetzingen. Das Meininger Hoftheater gelangte noch Ende des 19. Jahrhunderts mit seinen neuartigen „werktreuen“ Aufführungen zu internationaler Geltung.
In kleineren Städten war das Hoftheater auch im 19. Jahrhundert oft die einzige Alternative zu Freilichtspektakeln und Komödiantenbuden. Oft gastierten die Wanderbühnen an den Hoftheatern, die nicht immer ein eigenes Ensemble hatten. So wurde beispielsweise zwischen 1828 und 1849 vom Sigmaringer Fürstenhaus das Hoftheater Sigmaringen einem Theaterunternehmer unentgeltlich zur Verfügung gestellt. Eine inhaltliche Unterscheidung zwischen Volkstheater und Hoftheater ist daher nicht durchgängig möglich. Die vielgestaltige Theaterlandschaft der deutschen Höfe ist im 20. Jahrhundert zu dem weltweit einzigartigen (und kostspieligen) System der deutschsprachigen Stadttheater geworden.
Vom Hoftheater her kommt die Bezeichnung Intendant für einen Theaterleiter. Er war ein hoher Hofbeamter und stammte in der Regel aus dem Adel. Der Zugang zum Hoftheater bedeutete für das künstlerische Personal ebenso wie für das bürgerliche Publikum lange Zeit eine gesellschaftliche Aufwertung, weil sie damit an Aktivitäten des Hofs teilhaben konnten, ohne die Hoffähigkeit zu besitzen.

## Hoftheater als Name
Lange nach der Zeit der eigentlichen Hoftheater gaben sich im 20. und 21. Jahrhundert mehrere Theater den Namen „Hoftheater“, meist als Wortspiel bezogen auf die Spielstätte dieser Theater in einem ehemaligen Bauernhof, einem Innenhof oder einem Ort namens Hof. Zu diesen Theatern gehören das Waldviertler Hoftheater, das Dehnberger Hoftheater, das Hackesche Hoftheater, das Gostner Hoftheater, das Hoftheater Bergkirchen und das „Hoftheater“ in Baienfurt (im Ortsteil Hof).